# Superfinal de Liga Prom 2023
La Superfinal de Ascenso de la Liga Prom 2023 es el último partido de la temporada 2023 del fútbol de segunda división de Panamá. Disputado por el equipo campeón del Torneo Apertura y el Torneo Clausura.
El Veraguas United FC se coronó campeón del torneo Apertura 2023, por lo cual obtuvo un cupo en el torneo. Así mismo las Águilas de la U logró consagrarse campeón del Torneo Clausura 2023.
Las Águilas de la U se coronaron Campeones, luego de vencer 1-0 con gol de Jhoamir Hill a las 28 minutos al Veraguas United FC en el Estadio de Los Andes #2.

## Participantes
|  |  | Veraguas United FC |  | Campeón del Torneo Apertura (2023) |
|  |  | Águilas de la U    |  | Campeón del Torneo Clausura (2023) |

## Desarrollo

### Sede
- La sede elegida fue el Complejo Deportivo Omar Torrijos Herrera de Los Andes en el Distrito de San Miguelito, en la Provincia de Panamá.

|                                                                                              |
|                                                                                              |
| Complejo Deportivo Los Andes N°2 Ciudad: San Miguelito, Panamá Capacidad: 1 145 espectadores |

## Final

### Águilas de la U - Veraguas United F. C.
| Final; 21 de diciembre de 2023, 20:00                                               | Águilas de la U  | 1:0 | Veraguas United FC | Estadio Los Andes, San Miguelito, Panamá |             |
|                                                                                     | Jhoamir Hill 28' |     |                    | Árbitro(s):                              | Árbitro(s): |
| Las Águilas de la U se coronaron Super Campeones de la temporada 2023 de Liga Prom. |                  |     |                    |                                          |             |